# Den Demokratiske Venstre Alliance
Den Demokratiske Venstre Alliance (Polsk: Sojusz Lewicy Demokratycznej) er et socialdemokratisk politisk parti i Polen, der blev grundlagt i 1991 som en socialistisk politisk alliance og blev i 1999 til et parti.